# PARD6B
PARD6B‏ (Par-6 family cell polarity regulator beta) هوَ بروتين يُشَفر بواسطة جين PARD6B في الإنسان.